# Ewert and The Two Dragons
Ewert and The Two Dragons is een Estse folk- en rockband. De band bestaat uit zanger Ewert Sundja, gitarist Erki Pärnoja, drummer Kristjan Kallas en bassist Ivo Etti. Sinds 2011 wordt de band ondersteund door drie blazers. Het debuutalbum Behind the hills werd uitgebracht in 2009. In 2011 volgde Good man down op het label I Love You. Met dit album, en de gelijknamige single, wist de band enkele prijzen te winnen en onderscheidingen te ontvangen. In 2011 werd de single Good man down door de Estse Radio 2 uitgeroepen tot Hit van het jaar. In 2012 won Ewert and The Two Dragons meerdere Estse muziekprijzen (Eesti Muusikaauhinnad) in de categorieën Album van het jaar (aasta albumi), Rockband van het jaar (aasta asambli, aasta rockasambli), Muziekvideo van het jaar (aasta muusikavideo) en Beste lied van het jaar (aasta parima laulu). In 2013 werd met hetzelfde album de European Border Breakers Award in de wacht gesleept. In 2016 ontving de band met het album Circles (2015) nogmaals een onderscheiding tijdens de Eesti Muusikaauhinnad, in de categorie Rockalbum van het jaar (aasta rockalbum).

## Discografie
- Behind the hills, 2009
- Good man down, 2011
- Circles, 2015
- Hands around the moon, 2018